# Podișul Valdai
Podișul Valdai (rusă Валда́йская возвы́шенность or Валда́й) este o unitate fizico-geografică situată în partea central-nord-vestică a Rusiei. Aparține Câmpiei Est-Europene și se întinde de la jumătatea distanței dintre Sankt Petersburg și Moscova, pe teritoriul regiunilor Novgorod, Tver, Pskov și Smolensk. Are orientare nord-sud, iar altitudinea maximă (346,9 m) este atinsă în apropierea orașului Vîșnii Volociok. Relieful este morenaic. Podișul e acoperit cu păduri de foioase și conifere.

## Apele
Din Valdai izvorăsc râurile Volga, Dvina de Vest (Daugava), Nipru, Lovat și Msta. În podișul se află de asemenea mai multe lacuri, precum Colgo, Peno, Seliger, Prosno și Valdai.